# Kamo
Kamo (jap. 加茂市 Kamo-shi) – miasto w Japonii w prefekturze Niigata, na wyspie Honsiu, nad rzekami Shinano i Kamo.

## Położenie
Miasto leży w środkowej części prefektury nad rzekami Shinano, Kamo. Miasto graniczy z:
- Niigata
- Sanjō
- Gosen

## Historia
Miasto utworzono 10 marca 1954 roku.

## Transport

### Kolejowy
Przez miasto przebiegja linia JR Shinetsu, na której znajduje się stacja kolejowa Kamo.

### Drogowy
- Droga krajowa nr 290, 403.

## Miasta partnerskie
- Rosja: Komsomolsk nad Amurem
- Chiny: Zibo